# Ed Gordon
Edward Lansing (Ed) Gordon (Jackson, 1 juli 1908 – Detroit, 5 september 1971), was een Amerikaans atleet.

## Biografie
Gordon nam tweemaal deel aan de Olympische Zomerspelen en in 1932 won bij het verspringen de gouden medaille.

## Persoonlijke records
| Onderdeel   | Prestatie | Jaar |
| ----------- | --------- | ---- |
| Verspringen | 7,74m     | 1931 |

## Palmares

### Verspringen
- 1928: 7e OS - 7,32m
- 1932:  OS - 7,64m

1896: Ellery Clark ·
1900: Alvin Kraenzlein ·
1904: Meyer Prinstein ·
1908: Frank Irons ·
1912: Albert Gutterson ·
1920: William Petersson ·
1924: William DeHart Hubbard ·
1928: Ed Hamm ·
1932: Ed Gordon ·
1936: Jesse Owens ·
1948: Willie Steele ·
1952: Jerome Biffle ·
1956: Greg Bell ·
1960: Ralph Boston ·
1964: Lynn Davies ·
1968: Bob Beamon ·
1972: Randy Williams ·
1976: Arnie Robinson ·
1980: Lutz Dombrowski ·
1984: Carl Lewis ·
1988: Carl Lewis ·
1992: Carl Lewis ·
1996: Carl Lewis ·
2000: Iván Pedroso ·
2004: Dwight Phillips ·
2008: Irving Saladino ·
2012: Greg Rutherford ·
2016: Jeff Henderson ·
2020: Miltiadis Tentoglou ·
2024: Miltiadis Tentoglou